# János Pilinszky
János Pilinszky (25. listopadu 1921 Budapešť – 27. května 1981 tamtéž) byl maďarský spisovatel.

## Život
Pocházel ze vzdělané měšťanské rodiny, před válkou studoval literaturu a práva na Univerzitě Loránda Eötvöse, publikoval verše a novinové články. V roce 1944 narukoval do maďarské armády, s níž prodělal ústupové boje a posléze byl internován v koncentračním táboře Ravensbrück. Otřesné válečné zážitky ovlivnily existenciální ladění jeho poezie. Za debutovou sbírku Hrazda a bradla obdržel roku 1947 Baumgartnerovu cenu. V padesátých letech byl zbaven možnosti publikovat, protože jeho skeptická a spirituálně laděná poezie neodpovídala požadavkům oficiální kulturní politiky. Až v roce 1957 našel zaměstnání jako redaktor katolicky orientovaného časopisu Új ember a roku 1959 mu vyšla sbírka Třetího dne. Často pobýval v zahraničí, jeho poezii překládali Ted Hughes a Pierre Emmanuel. Kromě básnických sbírek psal také dramata a scénáře (psychologický film Kde jste, paní Déryová?, který podle jeho námětu natočil Gyula Maár, byl oceněn na festivalu v Cannes roku 1976), vydal knihu esejů Oslava nejhlubšího bodu a román v dopisech Rozhovory se Sheryl Suttonovou. V roce 1970 mu byla udělena Cena Attily Józsefa a v roce 1980 Kossuthova cena.

## Dílo
Pilinszkého básně jsou převážně krátké, psané volným veršem, vyznačují se věcným tónem bez překvapivých metafor, přinášejí spíše filosofické glosy ke každodenním událostem. V řadě textů se hlásil k Fjodoru Michajloviči Dostojevskému jako ke svému hlavnímu inspirátorovi. Béla Pomogáts ho v doslovu ke knize Vsazování démantů charakterizuje: „János Pilinszky hlásal praktickou morálku, osou jeho osobní etiky byl požadavek lidské solidarity. Jeho víra ho měla k tomu, aby vzal na svá bedra odpovědnost za osud lidstva a svou lásku uplatnil básnickým činem.“
V češtině vyšly ukázky z díla v antologii moderní maďarské poezie Vsazování démantů (Mladá fronta, Praha 1984) v překladu Milana Navrátila, v roce 1999 vydala Mladá fronta výbor nazvaný Ortel (přeložili Evžen Gál, Jana Štroblová a Josef Hiršal).